# Serdyte
Serdyte (ukrainisch Сердите; russisch Сердитое/Serditoje) ist eine Siedlung städtischen Typs im Osten der Ukraine in der Oblast Donezk mit etwa 1900 Einwohnern.

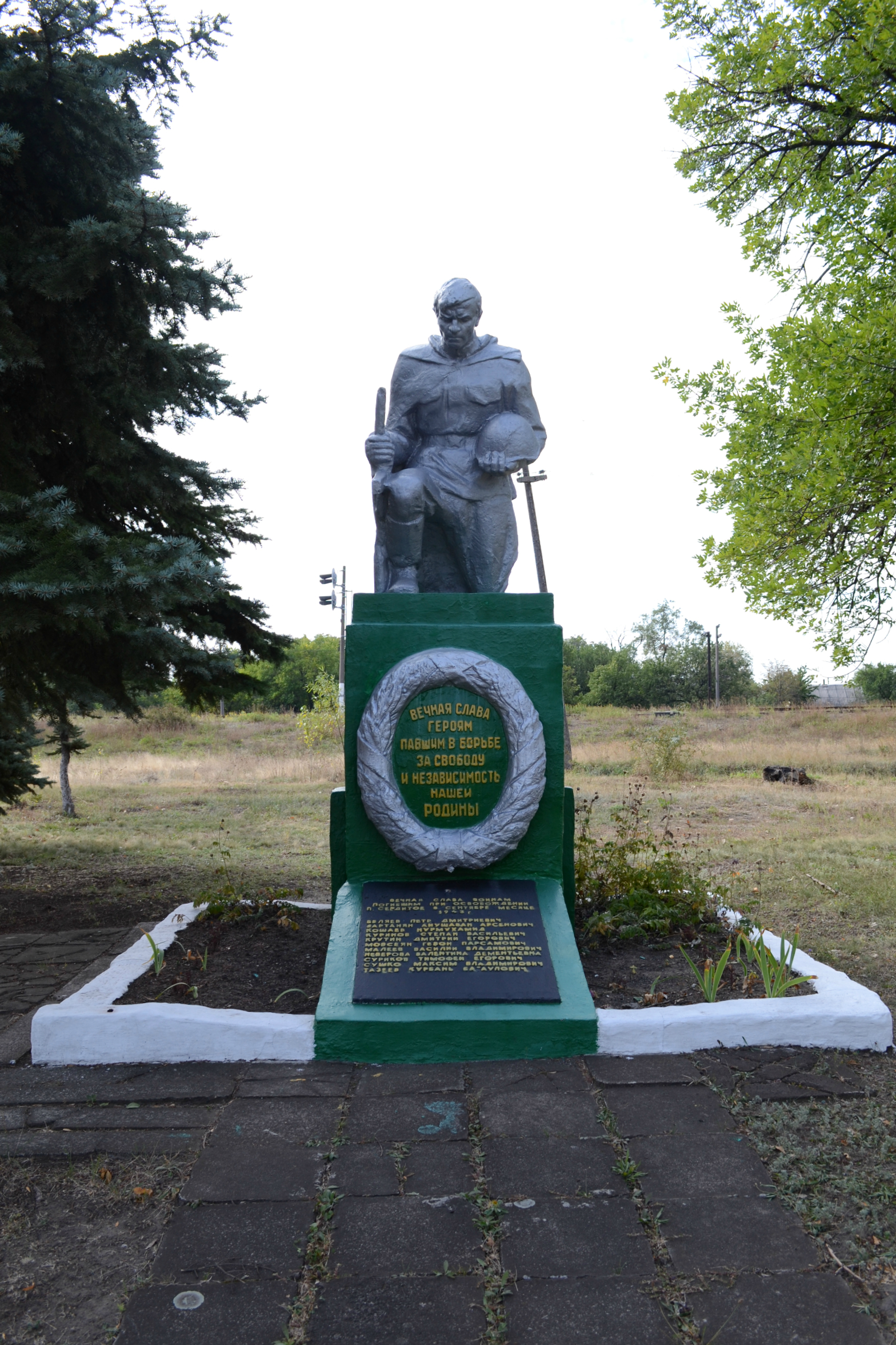
Denkmal im Ort

## Geographie
Die Siedlung städtischen Typs liegt im Donezbecken, etwa 38 Kilometer östlich vom Oblastzentrum Donezk und 6 Kilometer südwestlich vom Stadtzentrum von Schachtarsk, zu dessen Stadtkreis sie zählt, entfernt.
Der Ort bildet die gleichnamige Siedlungsratsgemeinde, zu dieser zählen auch noch die Ansiedlungen Dubowe (Дубове) und Lobaniwka (Лобанівка).

## Geschichte
Der Ort wurde 1904 als Bahnhofssiedlung an der heutigen Bahnstrecke Dolja–Debalzewe gegründet und erhielt 1938 den Status einer Siedlung städtischen Typs, seit Sommer 2014 ist der Ort im Verlauf des Ukrainekrieges durch Separatisten der Volksrepublik Donezk besetzt.